# Persone di nome Marco Antonio
| Questa pagina contiene informazioni ricavate automaticamente dalle voci biografiche con l'ausilio del template Bio e di un bot. L'aggiornamento è periodico e automatico e ricostruisce completamente la pagina. Se manca una persona in questa lista, sei pregato di non aggiungerla, ma accertati piuttosto che la sua voce biografica contenga il template Bio e che i dati anagrafici siano correttamente compilati. Se il template Bio manca, inseriscilo tu stesso o, in alternativa, metti l'avviso {{tmp\|Bio}} che ne segnala la mancanza. Se i dati riportati sono sbagliati, correggi direttamente la voce biografica; le modifiche saranno visibili in questa lista entro pochi giorni. Per chiarimenti vedi il progetto biografie. La lista contiene solo le 64 persone che sono citate nell'enciclopedia e per le quali è stato implementato correttamente il template Bio. Pagina aggiornata al 25 gen 2022. |

Questa è una lista di persone presenti nell'enciclopedia che hanno il prenome Marco Antonio, suddivise per attività principale.

## Allenatori di calcio(3)
- Marco Figueroa, allenatore di calcio e ex calciatore cileno (Santiago del Cile, n.1962)
- Marco Rodríguez, allenatore di calcio e ex arbitro di calcio messicano (Città del Messico, n.1973)
- Marco Antonio Ruiz, allenatore di calcio e ex calciatore messicano (Tampico, n.1969)

## Arcivescovi cattolici(1)
- Marco Antonio de Dominis, arcivescovo cattolico, teologo e scienziato dalmata (Arbe, n.1560 - Roma, †1624)

## Attori(1)
- Marco Ricca, attore e produttore cinematografico brasiliano (San Paolo, n.1962)

## Avvocati(1)
- Marco Antonio Pellegrini, avvocato e giurista italiano (Camisano Vicentino, n.1530 - Padova, †1616)

## Calciatori(16)
- Marco Bueno, calciatore messicano (Culiacán, n.1994)
- Marco Barrero, ex calciatore boliviano (Santa Cruz de la Sierra, n.1962)
- Marco Bautista, ex calciatore cileno (Tomé, n.1978)
- Marco Antonio Boronat, ex calciatore e allenatore di calcio spagnolo (San Sebastián, n.1947)
- Marco Cornez, ex calciatore cileno (Santiago del Cile, n.1958)
- Marco Delgado, calciatore statunitense (Glendora, n.1995)
- Marco Etcheverry, ex calciatore e allenatore di calcio boliviano (Santa Cruz de la Sierra, n.1970)
- Marquinho, calciatore brasiliano (São José do Rio Pardo, n.2002)
- Marco Medel, calciatore cileno (Santiago del Cile, n.1989)
- Marco Navas, ex calciatore spagnolo (Los Palacios y Villafranca, n.1982)
- Marco Plaza, calciatore cileno (Casablanca, n.1982)
- Marco Antonio Palacios, ex calciatore messicano (Città del Messico, n.1981)
- Marco Antonio Rosa Furtado Júnior, calciatore brasiliano (Belém, n.1997)
- Marco Saravia, calciatore peruviano (Lima, n.1999)
- Marco Sandy, ex calciatore boliviano (Cochabamba, n.1971)
- Marco Villaseca, ex calciatore cileno (Santiago del Cile, n.1975)

## Cardinali(3)
- Marco Antonio Ansidei, cardinale e arcivescovo cattolico italiano (Perugia, n.1671 - Roma, †1730)
- Marco Antonio Da Mula, cardinale e diplomatico italiano (Venezia, n.1506 - Roma, †1572)
- Marco Antonio Gozzadini, cardinale e vescovo cattolico italiano (Bologna, n.1574 - Roma, †1623)

## Cestisti(2)
- Marco Ramos Esquivel, cestista messicano (Chavinda, n.1987)
- Marco Antonio Re, cestista italiano (Sassari, n.2000)

## Ciclisti su strada(1)
- Marco Antonio Di Renzo, ex ciclista su strada italiano (Plochingen, n.1969)

## Critici letterari(1)
- Marco Antonio Bazzocchi, critico letterario e saggista italiano (Forlì, n.1961)

## Dogi(1)
- Marco Antonio Gentile, doge (Genova, n.1723 - Genova, †1798)

## Drammaturghi(1)
- Marco Antonio Foscolo, drammaturgo greco (n.Creta)

## Filologi(1)
- Marco Antonio Canini, filologo, scrittore e patriota italiano (Venezia, n.1822 - Venezia, †1891)

## Filosofi(2)
- Marco Antonio Passeri, filosofo italiano (Padova, n.1491 - Padova, †1563)
- Marco Antonio Polemone, filosofo greco antico (Laodicea al Lico, n.88 - Roma, †144)

## Grammatici(1)
- Marco Antonio Gnifone, grammatico romano (n.115 a.C.)

## Imperatori(1)
- Gordiano III, imperatore romano (Roma, n.225 - Circesium, †244)

## Mezzofondisti(1)
- Marco Vilca, mezzofondista peruviano (Arequipa, n.2000)

## Musicisti(2)
- Marco Antonio Araujo, musicista brasiliano (Belo Horizonte, n.1949 - Belo Horizonte, †1986)
- Marco Antonio Solís, musicista e cantante messicano (n.1959)

## Nobili(1)
- Marco Antonio Visconti Venosta, nobile, militare e politico italiano (Grosio, n.1568 - †1627)

## Organisti(1)
- Marco Antonio Cavazzoni, organista e compositore italiano (n.Bologna - †Brescia)

## Pallanuotisti(1)
- Marco Antonio González, pallanuotista spagnolo (Barcellona, n.1966)

## Pesisti(1)
- Marco Antonio Verni, pesista cileno (Santiago del Cile, n.1976)

## Pittori(1)
- Marco Antonio Trefogli, pittore e stuccatore svizzero (Torricella-Taverne, n.1782 - Torricella-Taverne, †1854)

## Politici(4)
- Marco Enríquez-Ominami, politico e regista cileno (Concepción, n.1973)
- Marco Antonio Fusco, politico italiano (San Nicola la Strada, n.1904)
- Marco Antonio, politico e militare romano (Roma, n.83 a.C. - Alessandria d'Egitto, †30 a.C.)
- Marco Rubio, politico e avvocato statunitense (Miami, n.1971)

## Presbiteri(1)
- Marco Antonio Dressino, presbitero e religioso italiano (Montagnana, n.1877 - Roma, †1969)

## Procuratori sportivi(1)
- Marco De Marchi, procuratore sportivo e ex calciatore italiano (Milano, n.1966)

## Produttori discografici(1)
- Infamous, produttore discografico e disc jockey statunitense (n.Miami)

## Pugili(2)
- Marco Antonio Barrera, pugile messicano (Città del Messico, n.1974)
- Marco Antonio Rubio, pugile messicano (Torreón, n.1980)

## Schermidori(1)
- Marco Antonio Mandruzzato, schermidore italiano (Treviso, n.1923 - Milano, †1969)

## Storici(2)
- Marco Antonio Guarini, storico e letterato italiano (Ferrara, n.1570 - †1638)
- Marco Antonio Nicodemi, storico italiano (n.Tivoli - †Roma)

## Umanisti(1)
- Marco Antonio Antimaco, umanista, letterato e traduttore italiano (n.Mantova - Ferrara, †1552)

## Vescovi cattolici(5)
- Marco Antonio Campeggi, vescovo cattolico italiano (n.Padova - Bologna, †1553)
- Marco Antonio Gussio, vescovo cattolico italiano (n.Nicosia - Catania, †1660)
- Marco Antonio Raimondi, vescovo cattolico italiano (Cutro, n.1671 - Cutro, †1732)
- Marc'Antonio Tomati, vescovo cattolico italiano (Caravonica, n.1583 - Govone, †1693)
- Marco Antonio Órdenes Fernández, vescovo cattolico cileno (Iquique, n.1964)

## Senza attività specificata(2)
- Gordiano II (Cartagine, †238)
- Gordiano I (n.Frigia - Cartagine, †238)